# Cannabis en Hongrie
 (janvier 2017).
Si vous disposez d'ouvrages ou d'articles de référence ou si vous connaissez des sites web de qualité traitant du thème abordé ici, merci de compléter l'article en donnant les références utiles à sa vérifiabilité et en les liant à la section « Notes et références ».
La consommation de cannabis en Hongrie est illégale.
Dans la loi, les drogues illégales ne sont pas distinguées en fonction de leur danger. L’usage de l’héroïne entraine les mêmes conséquences que celle du cannabis. La loi en interdit le commerce ainsi que toute utilisation (même médicale).
Cependant, le code pénal distingue les sanctions concernant le trafic et l’usage personnel. Le paragraphe 283.§(1-a) déclare « On ne pourra pas être puni pour mauvais usage de drogue, si cela concerne une petite quantité produite, acquise ou possédée… » et continue par « ... sous réserve qu’avant le verdict final, sera vérifié qu’une thérapie de 6 mois aura été bien suivie ». La loi statue sur la « quantité individuelle » qui est de 1 gramme de substance active (i.e. la THC), ce qui équivaut à de 12 à 100 grammes de marijuana en calculant que la marijuana contient de 1 à 8 % de THC.
La possession de plus grosses quantités peut entrainer des peines de prison pouvant aller de 5 à 10 ans.